# Cidade subterrânea de Montreal
A cidade subterrânea de Montreal (oficialmente 'RÉSO ou La Ville Souterraine em francês ou Underground City em inglês) é o conjunto de complexos (subterrâneos ou não) no centro e a seu redor na cidade de Montreal
, Quebec, Canada. É também conhecida como cidade interna (indoor city ou ville intérieure), e é o maior complexo urbano subterrâneo do mundo.

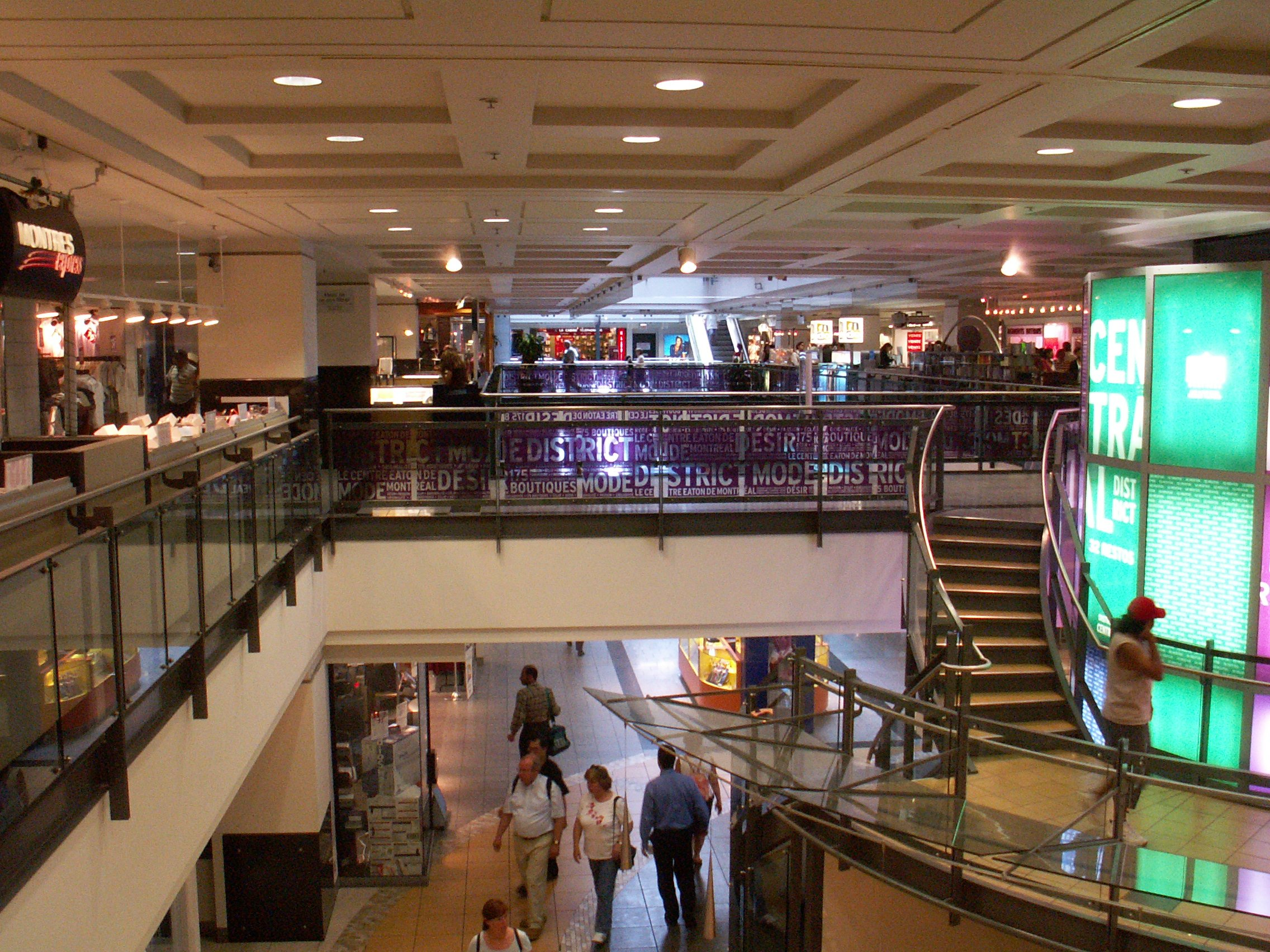
Os andares inferiores do Centro Eaton entre as estações McGill e Peel

Nem todos os segmentos da cidade interna são subterrâneos. As conexões são consideradas do ponto de vista técnico e arquitetônico como túneis, possuindo sistema de ventilação e iluminação. Muitos túneis são suficientemente amplos para abrigar lojas em ambos os lados da passagem. Com mais de 32 km de túneis espalhados por mais de 12 km², as áreas conectadas incluem shopping centers, prédios de apartamentos, hotéis, condomínios, bancos, escritórios, museus, univeridades, sete estações de metrô, duas estações de trem, um terminal regional de ônibus e o Centre Bell, complexo servindo de anfiteatro e arena. Existem mais de 120 pontos externos de acesso à cidade subterrânea. No inverno, aproximadamente 500.000 pessoas circulam na cidade subterrânea diariamente.

## Visão Geral
Em 2004 os segmentos do centro da cidade foram reagrupados e receberam o nome RÉSO, que é um homófono da palavra francesa réseau, ou rede — como em rede de túneis. O círculo com a flecha apontando para baixo na letra "O" do logotipo simboliza as estações de metrô interligadas à rede e podem ser vistas no exterior das estações. Mapas da rede ostentando o logotipo RÉSO são encontrados através da rede. O maior e mais conhecido segmento está localizado no centro da cidade, delimitado pelas estações McGill e Place-des-Arts na linha verde e entre as estações Lucien-L'Allier e Place-d'Armes na linha laranja.
A cidade subterrânea é promovida como uma atração turística por muitos guias de viagem de Montreal, e impressiona como uma conquista de planejamento urbano. Para muitos habitantes da cidade é considerada como um complexo de compras ligando estações de metrô. Muitas cidades canadenses possuem algum sistema de túneis para ajudar as pessoas a evitar o inverno. Muitas sessões da cidade subterrânea estão abertas durante os horários de operação do metrô, muitos acessos  porém fecham fora do horário comercial e outros permanecem abertos. Mapas da cidade subterrânea e do metrô podem ser obtidos gratuitamente em todas as estações de metrô, e a rede de edifícios está indicada em muitos mapas do centro da cidade.

## Histórico do segmento central
A visão de uma cidade subterrânea foi originalmente concebida pelo urbanista Vincent Ponte. A primeira ligação da cidade subterrânea surgiu com a construção do edifício Place Ville-Marie e um centro de compras subterrâneo, construídos em 1962 cobrindo o terminal subterrâneo norte da Estação Central. Um túnel fez a ligação até o Hotel Rainha Elizabeth.

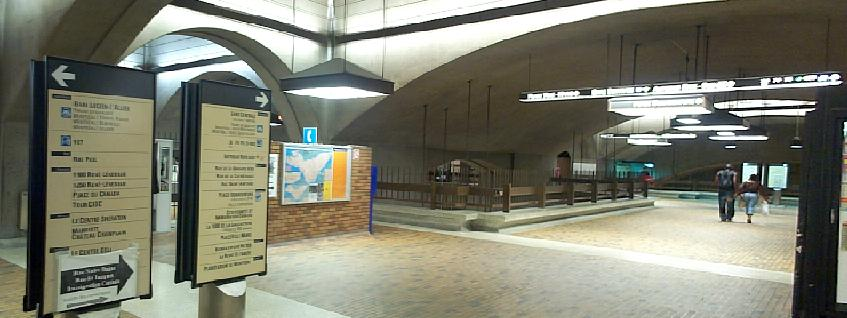
Paineis indicando edifícios acessíveis pela cidade subterrânea, na estação Bonaventure

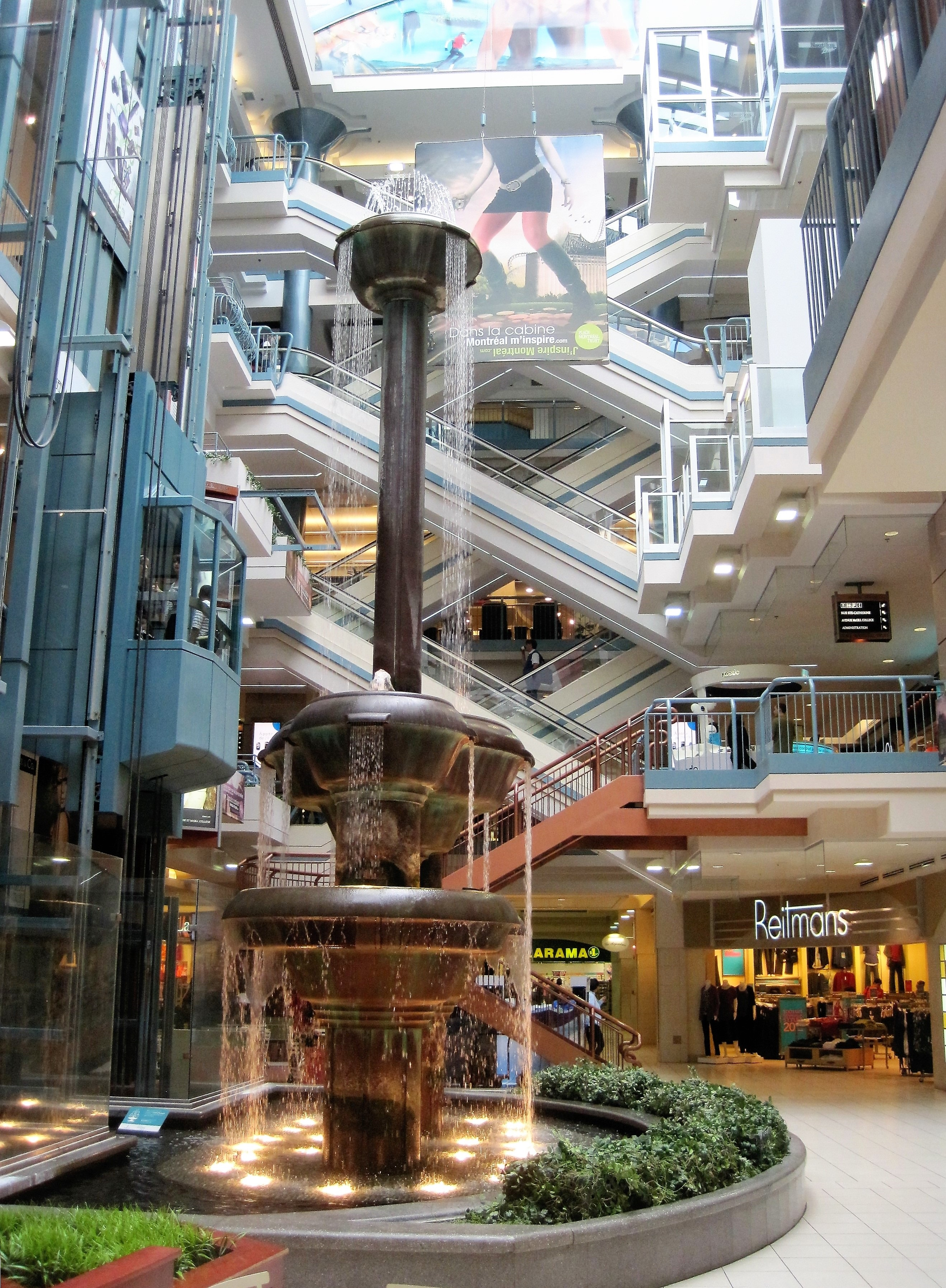
Interior do Place Montreal Trust, um dos centros de compras interligados ao complexo subterrâneo.

O advento do Metro de Montreal em 1966 trouxe túneis ligando a estação Bonaventure ao Hotel Château Champlain, o edifício Place du Canada, Place Bonaventure, Estação Central, e a Estação Windsor, formando o núcleo da cidade subterrânea.
A estação Square-Victoria-OACI ligou-se à Torre da Bolsa de Valores. Quando aberto ao público em 1966, os túneis do Metro conectavam dez edifícios.
Em 1974, a torre de escritórios do Complexe Desjardins foi construída, iniciando então a construção de um segundo núcleo da cidade subterrânea entre as estações Place-des-Arts e Place-d'Armes do Metro, conectando o edifício federal Complexo Guy-Favreau e o Palácio das Convenções de Montreal.
Entre 1984 e 1992, a cidade subterrânea expandiu-se, com a construção de três importantes centros de compras interligados nas estações Peel e McGill do Metro: Cours Mont-Royal, Place Montréal-Trust e Promenades Cathédrale. A estação McGill já era ligada com a The Bay, a Eaton's (o hoje Complexo les Ailes) o Centre Eaton e dois outros complexos de escritórios. Entre 1984 e 1989, a cidade subterrânea expandiu-se de 12 quilômetros para quase 22 quilômetros.
Durante a década de 1990 outros projetos expandiram a cidade subterrânea, incluindo os edifícios 1000 de La Gauchetière, o 1250 René-Lévesque e o World Trade Centre de Montreal. Apesar destes edifícios possuírem um setor comercial secundário, eles usam suas conexões com a cidade subterrânea como pontos comerciais em seus espaços disponíveis. A construção de um túnel entre o Centre Eaton e Place Ville-Marie  unificou as duas partes da cidade subterrânea. A construção do Bell Centre conectou a estação Lucien-L'Allier ao complexo subterrâneo, além de ter substituído a estação Windsor com a estação Lucien-L'Allier de trens de subúrbio.

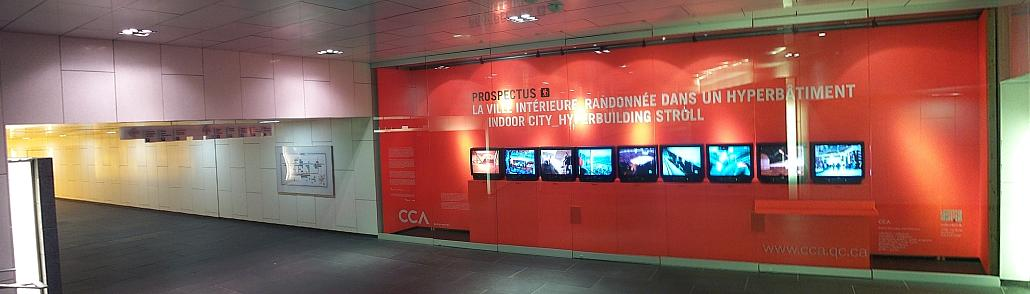
Túnel entre o edifício Centre CDP Capital e o Palácio de Convenções.

Em 2003, a reurbanização do Distrito internacional de Montreal consolidou diversos segmentos da cidade subterrânea com corredores de pedestres contínuos. A construção da sede da ICAO ligou o edifício Place Bonaventure à estação Square-Victoria-OACI de Metro, que por sua vez foi conectada ao Palácio de Convenções. Os novos túneis no Distrito Internacional continham painéis educacionais e artísticos patrocinados por museus da cidade de Montreal. Como resultado de sua construção, atualmente é possível caminhar do centro da cidade, partindo da UQAM, pavilhão Sherbrooke até a estação Lucien-L'Allier de Metro a sudoeste do Bell Centre sem sair à superfície, cobrindo uma distância de 3 quilômetros.
O segmento central conecta sete estações de Metro através de acessos e corredores subterrâneos para pedestres.

### Problemas estruturais, interdição em 2007
Em 24 de agosto de 2007 operários descobriram rachaduras de sete metros de comprimento no teto de um corredor subterrâneo ligando a estação McGill de Metro à loja The Bay sob o Boulevard Maisonneuve. A estação, centros de compras subterrâneos bem como lojas e edifícios na superfície foram fechados para permitir a avaliação de riscos de desmoronamento da estrutura. O serviço de Metro foi interrompido entre as estações Berri-UQAM e Lionel-Groulx. Segundo um porta-voz da loja The Bay, operários podem ter causado o dano ao atingirem um pilar próximo. Por dias, equipes de trabalho instalaram suportes de concreto para escorar a estrutura de concreto.
Em 27 de agosto de 2007, o serviço de Metro foi restabelecido e as ruas (à exceção do quarteirão do Boulevard Maisonneueve próximo ao local da ruptura) foram reabertas ao tráfego. O único quarteirão mantido interditado ao tráfego foi aberto aos pedestres. Todos os edifícios foram reabertos, incluindo a The Bay. 
Durante inspeção do local, foi descoberto que paineis laterais do edifício 2021 Union corriam risco de queda e reparos de emergência foram executados. Um relatório posterior responsabilizou a construção de uma pista ciclável pelo dano. O Boulevard Maisonneuve foi completamente reaberto ao tráfego em março de 2008.